# Grub am Forst
Pour les articles homonymes, voir Grub.
Grub am Forst est une commune de Bavière (Allemagne), située dans l'arrondissement de Cobourg, dans le district de Haute-Franconie.